# バクシャーリー写本

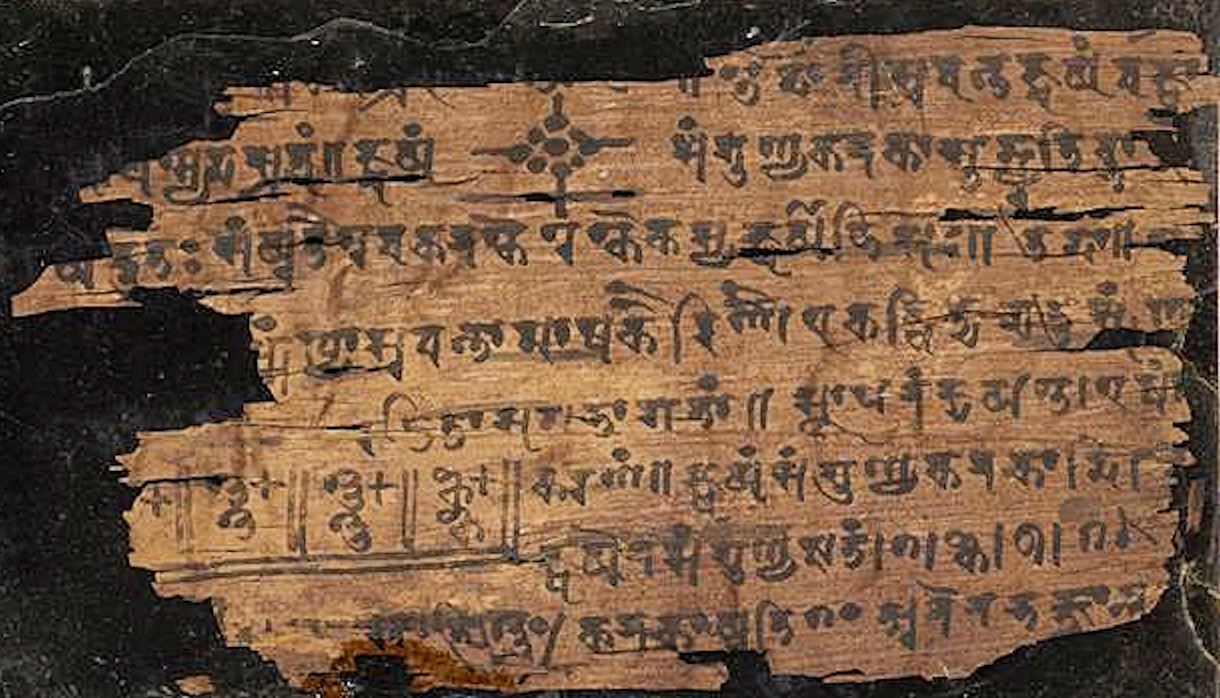
バクシャーリー写本

バクシャーリー写本（バクシャーリーしゃほん）は、今のパキスタンのバクシャーリー付近で発見された文献である。サンスクリット語のシャーラダー文字で書かれており、古代インドのヴェーダ時代と古典期をつなぐ数学の貴重な文献として知られている。放射性炭素年代測定によって西暦3世紀から4世紀頃に書かれたとされる。

## 概要

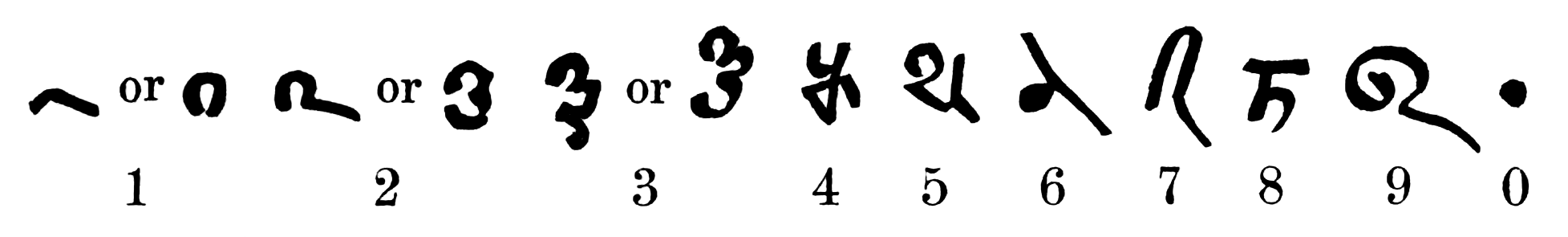
バクシャーリー写本で使用された数字。オックスフォード大学のチームによって右端の黒い点が最古の「ゼロ」表記であることが特定された。

1881年、バクシャーリー村の付近で廃墟を掘り起こしていた農夫が発見した。樺の樹皮に書かれた70枚ほどの文献があり、1902年からオクスフォード大学のボドリアン図書館に収められている。発見後にルドルフ・ヘルンレによって一部が英訳され、その後、注釈つきでジョｰジ・ラスビｰ・ケイ (George Rusby Kaye, 1866-1929) が英訳(Kate 1927)した。写本の著者は知られていない。
バクシャーリー写本は、規則（スートラ）と、その例題が集められており、次のような順番で書かれている。規則、例題（はじめは言語、次に記号）、解、検算。
算術と代数が中心で、幾何学的な求積問題も含まれている。算術の例題には、分数、平方根、損益勘定、利息、三数法などがある。代数の例題には、1次方程式、2次方程式、連立方程式、不定方程式、等差数列などがある。記数法においては、0や未知数を表すために点が用いられており、位取りに発展がみられる。
ヴェーダ時代やジャイナ教の数学とくらべ、世俗的、実用的な問題に適用される問題が多い。またシュルバ・スートラにも見られた無理数の近似値について精度を増し、ジャイナ教時代の数列の研究が進められた。